# Opération Postmaster
Seconde Guerre mondiale
Batailles
Bataille de l'Atlantique
- Bataille des Caraïbes
- Blocus allié de l'Allemagne
- Guerre météorologique
- Bataille du Rio de la Plata
- Opération Berlin
- Bataille du détroit de Danemark
- Opération Neuland
- Torpedo Alley
- Opération Paukenschlag
- Opération Postmaster
- Opération Cerberus
- Opération Biting
- Opération Chariot
- Bataille du Saint-Laurent
- Opération Frankton
- Bataille de la mer de Barents
- Mai Noir
- Bataille du cap Nord
- Opération Stonewall
- Opération Teardrop

Front d'Europe de l'ouest

Front d'Europe de l'est

Campagnes d'Afrique, du Moyen-Orient et de Méditerranée

Guerre du Pacifique

Guerre sino-japonaise

Théâtre américain
L'opération Postmaster (officiellement Postmaster Operation) a été une action de guerre navale qui s'est passée dans la Guinée espagnole (actuellement Guinée équatoriale) en janvier 1942, au cours de la Seconde Guerre mondiale, et cela sans respecter la neutralité officielle de l'Espagne.

## Contexte
En 1941, les Britanniques apprennent que les sous-marins allemands utilisent plusieurs fleuves sur les territoires africains du régime de Vichy pour se réapprovisionner. Ils décident de mener de plus amples investigations grâce à une petite unité, la Small Scale Raiding Force (en) (SSRF), aussi connue sous le nom de Commando 62. Formée en 1941, elle comprend 55 militaires spécialement entraînés et qui opèrent en lien avec le Special Operations Executive (SOE), sous le commandement du major Gus March-Phillipps (en).
Le 9 août, le Maid Honor, un yacht de 65 tonnes, quitte Poole au sud de l'Angleterre pour l'Afrique occidentale. Les cinq membres d'équipage sont dirigés par March-Phillipps. Le reste du SSRF, commandé par le capitaine Geoffrey Appleyard (en), est déjà parti à bord d'un transport de troupes. Le 20 septembre, le Maid Honor arrive à Freetown, au Sierra Leone, où Appleyard est présent depuis plusieurs semaines. Là, le SSRF commence ses recherches pour identifier des sous-marins allemands qui se situeraient dans la région. Ils écument les deltas et les nombreux fleuves côtiers, mais sans résultat.
Le SOE est alors plutôt actif en Afrique occidentale, du fait de la présence du régime de Vichy, mais aussi des colonies espagnoles et portugaises, dont les régimes sont relativement proches de l'Allemagne nazie. Plusieurs membres du SOE s'intéressent ainsi à l'activité de trois navires dans le port de Santa Isabel, le port de l'île espagnole de Fernando Po, à trente kilomètres du continent, près de la frontière avec le Nigeria.
Les trois navires sont le navire marchand italien Duchessa d'Aosta, l'important remorqueur allemand Likomba et la barge Bibundi. Le premier a une radio opérationnelle qui pourrait servir à transmettre des informations d'importance sur des mouvements britanniques. Son chargement fait état de trois millions de livres de laine, de 316 610 livres de peaux et de cuirs, de quatre millions de livres de coprah, de près de 550 000 livres de fibres d'amiante et d'1,1 million de lingots de cuivre électrolytique. En outre, le capitaine refuse de présenter le détail du manifeste de cargaison aux autorités portuaires, ce qui jette rapidement le doute sur la nature exacte de ce que le navire transporte. Lors de ses visites sur l'île, l'agent britannique Leonard Guise surveille attentivement les navires des forces de l'Axe et, en août 1941, propose un plan pour s'emparer du Likomba et neutraliser le Duchessa d'Aosta. Le 20 novembre 1941, l'Amirauté britannique donne son accord à une action dans le port d'un pays neutre.
Pour transporter les commandos, deux barges, le Vulcan et le Nuneaton, sont fournies par le gouverneur du Nigeria, sir Bernard Bourdillon. La force d'attaque comprend trente-deux hommes dont quatre agents du SOE, 11 commandos du SSRF et 17 hommes recrutés parmi la population locale comme équipage. Néanmoins, la mission souffre de l'opposition du général George Giffard, le commandant du West Africa Command, qui refuse de libérer les 17 hommes prévus pour servir sur les deux bateaux. Il estime que cela compromettrait d'autres plans qu'il a en tête et que l'opération pourrait être vue comme de la piraterie. L'Amirauté décide alors de suspendre l'opération, d'autant que le Foreign Office a aussi manifesté son opposition, craignant une réaction du gouvernement espagnol. C'est seulement le 6 janvier 1942 que la diplomatie britannique donne son accord, comptant sur le fait qu'aucune preuve tangible ne pourrait être fournie pour attester d'une action britannique sur le sol espagnol. Enfin, la corvette HMS Violet est envoyée dans la région pour intercepter les navires, dans le cas où ils essaieraient de s'enfuir.

## Plan
Les détails de l'attaque ont été élaborés à Lagos. Ils ont décidé qu'un commando d'assaut divisé en deux groupes pénétrerait dans le port de Santa Isabel (aujourd'hui Malabo) dans l'île de Bioko lors d'une nuit sans lune ; un des groupes se chargerait de la Duchessa et l'autre des vedettes. Les premiers devaient attaquer le bateau, neutraliser la radio et contrôler le navire; ils devaient détacher les ancres, accrocher les vedettes, et enfin sortir du port. Le tout devait se faire en 15 minutes. La corvette Violet, de la Royal Navy britannique les attendait dans les eaux internationales pour les escorter jusqu'à Lagos. Ce plan a obtenu le feu vert en 1940[réf. nécessaire], avec l'appui logistique du Nigeria. Les Britanniques ont utilisé les services de trois espagnols républicains exilés, et surtout celui d'Agustín Zorrila, appui qui a été décisif pour le succès de cette opération. L'attaque devait être déclenchée à 23 h 30, le mercredi 14 janvier 1942.

## Attaque
Cette nuit tranquille, les bateaux qui surveillaient les eaux se trouvaient près des côtes du Río Muni (sur la partie continentale de la Guinée), et il n'y avait dans le port que les bateaux venus se réfugier et quelques petites embarcations[pas clair]. La canonnière Dato, en service dans la colonie, et le vapeur intercontinental Gomera se trouvaient également près du Río Muni. L'éclairage public était éteint habituellement à 1 heure du matin, mais à cause de la rareté du gasoil, l'extinction se produisait à cette période à 23 h.
Le commando a été moins rapide que prévu et a mis une demi-heure pour contrôler les équipages, surtout celui de la Duchessa, et ils ont dû utiliser plusieurs charges explosives pour libérer l'ancre, ce qui a alerté la population et les gardes. Quand ceux-ci ont allumé l'éclairage public pour connaître les causes des explosions, les bateaux réfugiés n'étaient plus là. Le matin suivant, le gouverneur colonial monta une expédition à la recherche des bateaux, mais ils n'ont pas été retrouvés, et le gouvernement central espagnol en a été informé.

## Conséquences
Au lever du jour, le gouverneur en fonction a donné l'ordre qu'un aéroplane De Havilland DH.89 Dragon Rapide de la compagnie Iberia essaie de localiser les trois bateaux. L'avion était armé d'une mitrailleuse et de bombes à main, car c'était la première fois qu'un appareil d'Iberia et son équipage étaient militarisés, mais l'opération de ratissage des côtes du Cameroun et du Gabon fût un échec, alors que la Nuneaton, un remorqueur au service du gouvernement colonial du Nigeria, a dû rester deux jours en vue de Fernando Po, à cause de problèmes de moteur.
L'Espagne protesta auprès de l'ambassade britannique pour cette attaque dans les eaux souveraines d'un État neutre, mais le gouvernement Britannique s'excusa prétextant que les bateaux avaient été trouvés en haute mer et qu'ils avaient seulement été conduits au port de Lagos. D'un autre côté, l'Allemagne et l'Italie ont reproché au gouvernement espagnol de ne pas avoir su défendre leurs bateaux.
Les bateaux capturés ont ensuite été rebaptisés et utilisés par le Royaume-Uni pendant la guerre comme transport de matériel entre le Canada et les ports britanniques. La Duchessa d'Aosta a été rendue à l'Italie une fois le conflit terminé.
Une autre conséquence moins connue a été l'envoi de volontaires espagnols, car en Espagne, cette attaque a été ressentie comme une déclaration de guerre du Royaume-Uni contre l'Espagne. Le gouvernement espagnol avait très rapidement envoyé des volontaires (dont le nombre reste inconnu). La majorité de ces volontaires transportés par bateau sont morts au cours de la traversée à cause d'une épidémie de fièvre jaune déclarée sur le navire. Quand les quelques survivants sont arrivés en Guinée, tout était terminé et il ne subsistait plus qu'un problème diplomatique. La majorité des survivants est resté en Guinée et les volontaires ne sont revenus en Espagne que bien après.